# Веселин Тепавичаров
Веселин Тепавичаров е български етнолог и университетски преподавател, професор в Софийския университет.

## Биография
Роден е на 5 декември 1957 г. в Етрополе. През 1975 г. завършва средно образование в Ябланица, а през 1981 г. история в Историческия факултет на Софийския университет „Св. Климент Охридски“. През 2017 г. му е присъдена научна степен „доктор на науките за културата“ за монографията „Политическа антропология на привържениците на СДС“ (2016). От 1982 г. е преподавател в Софийския университет. През 2000 г. е избран за доцент по етнология. В периода 2007 – 2015 г. е ръководител на катедра Етнология. От 2003 г. е член на Факултетния съвет на Историческия факултет, а през 2008 – 2012 г. е председател на Общото събрание на Историческия факултет. В периода 2012 – 2019 г. е член е на Контролния съвет на Софийския университет. През 2009 – 2012 г. е член на Комисията за образование на малцинствата към Министерство на образованието и науката. Член е на Международната асоциация на антрополозите. През 2019 г. е избран за професор.
Чете лекции по Етнология, Извъневропейска етнология и Антропология на социализма, Етнология и политика, Етнологически модели в културната антропология, Национални идеологии и национална сигурност на Балканите, Национална сигурност в социалистическа България и Национално миротворчество и държавна политика.
Носител на Почетен знак със синя лента на Софийския университет за цялостен принос към каузата на Алма матер.
Почива на 27 септември 2020 г.